# Stanisław Dragan
Pour les articles homonymes, voir Dragan (homonymie).
Stanisław Dragan est un boxeur polonais né le 21 novembre 1941 à Sadkowa Góra et mort le 21 avril 2007 à Kasinka Mała.

## Carrière
Sa carrière amateur est principalement marquée par une médaille de bronze remportée aux Jeux olympiques de Mexico en 1968 dans la catégorie mi-lourds.

### Jeux olympiques
- Médaille de bronze aux Jeux de 1968 à Mexico.

### Championnats de Pologne de boxe
- Stanisław Dragan a été 6 fois champion de Pologne : de 1966 à 1968, et de 1970 à 1972[2].
- Il a été 1 fois vice-champion de Pologne en 1965.